# 게드산
게드산(영어: gheddic acid, geddic acid) 또는 테트라트라이아콘탄산(영어: tetratriacontanoic acid)은 화학식이 CH3(CH2)32COOH 인 34개의 탄소로 구성된 긴 사슬의 포화 지방산이다.

## 같이 보기
- 매우 긴사슬 지방산